# Jiří Drábek
Jiří Drábek (* 29. prosince 1969 Opava) je český molekulární genetik, biolog a vysokoškolský učitel, od roku 2025 prorektor Univerzity Palackého v Olomouci. 
V letech 1984 až 1988 studoval na Mendelově gymnáziu v rodné Opavě. Po maturitě studoval v letech 1988 až 1993 na Přírodovědecké fakultě Masarykovy univerzity v Brně a v letech 1993 až 1999 absolvoval doktorské studium na Lékařské fakultě Univerzity Palackého, získal titul Ph.D. Již v roce 1993 začal pracovat jako molekulární biolog v laboratoři, v roce 1999 navíc začal pracovat na Univerzitě Palackého v Olomouci. 
V roce 2000 se stal expertem na Ministerstvu spravedlnosti České republiky. V roce 1997 se stal členem České imunologické společnosti a v roce 2000 členem České lékařské společnosti. Během své kariéry absolvoval stáže v Oxfordu ve Velké Británii, Aténách v Ohiu a kurz v Lausanne ve Švýcarsku. K roku 2025 pracoval v laboratoři experimentální medicíny FN Olomouc.
Habilitoval se na Univerzitě Palackého. V květnu 2025 se stal prorektorem pro vědu, tvůrčí činnost a transfer znalostí Univerzity Palackého v Olomouci v souvislosti s nástupem nového rektora Michaela Kohajdy.